# 波河街

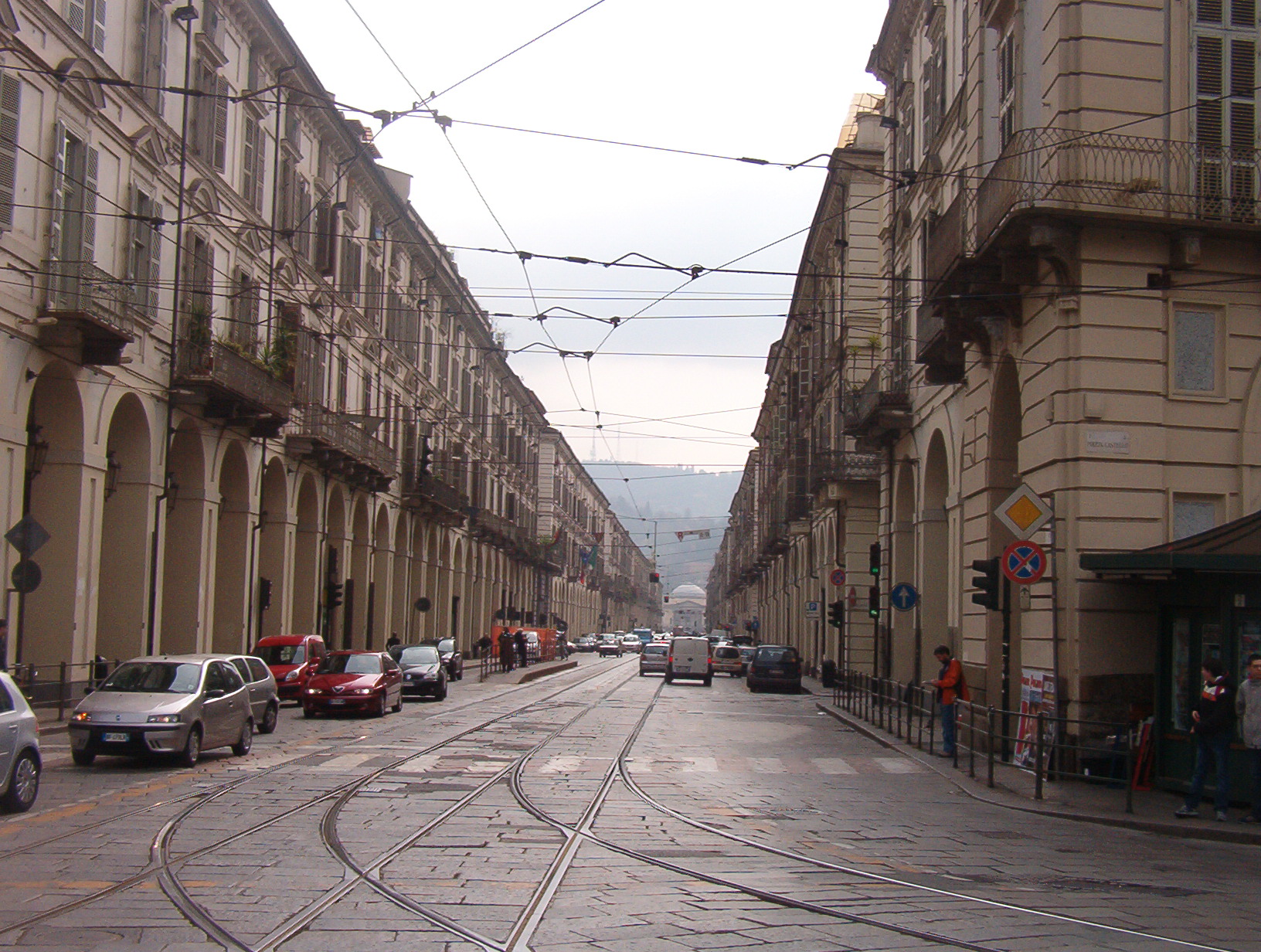
从城堡广场看波河街

波河街（Via Po）是意大利都灵的一条主要街道，连接维托里奥·维内托广场和城堡广场。两侧都是古老的带有拱廊的店铺和老建筑。
18世纪末以前，该路尽头为军事区，1825年，在拆除部分城墙和新村（Borgo Nuovo）建筑后，广场以维托里奥·埃曼努埃莱一世命名。第一次世界大战后，广场更名为维托里奥·维内托广场。 